# Guañameñe (sacerdote)
Guañameñe es la denominación que recibían según algunos autores los sacerdotes guanches de la isla de Tenerife —Canarias, España— antes de la conquista castellana en el siglo xv.
En la religión neopagana denominada Iglesia del Pueblo Guanche el término guadameñe es utilizado para referirse al máximo representante de la organización.

## Etimología
Término de procedencia guanche que proviene del antropónimo Guañameñe, extendiéndose su uso para denominar así a los sacerdotes guanches a partir de la publicación en 1687 de la obra de Tomás Arias Marín de Cubas Historia de las siete islas de Canaria.
El vocablo es traducido por diferentes autores como 'adivino' o 'profeta' al compararlo con voces bereberes.
En las fuentes aparece también con las variantes Guadameñe, Guanameñe, Guañameña o Guañame.

## Características
Como queda dicho, Tomás Arias Marín de Cubas es quien introduce en la historiografía canaria el concepto genérico de guañameñe o guañame como un tipo de brujo o sacerdote guanche. Según este autor, los guañames eran «concejeros a modo de brujos que barruntaban futuros contingentes o cosas apartadas», y formaban parte del consejo que auxiliaba al rey o mencey en el gobierno, contando cada mencey con cuatro guañames.
Para el doctor e historiador Juan Bethencourt Alfonso los guañameñes eran los sumos pontífices de la religión guanche, siendo el segundo cargo en importancia e influencia después del mencey, recayendo siempre el título en un miembro de la familia real y participando en los consejos o tagoror. Vestían trajes talares negros de piel de cabra, con un gorro parecido al píleo con barboquejo, llevando al cuello como distintivo un amuleto de barro llamado Guatimac.

## Actualidad
La Iglesia del Pueblo Guanche utiliza el término guañameñe para denominar al líder supremo de esta organización. En la actualidad ocupa el cargo Eduardo Pedro García Rodríguez, el cual se hace llamar Arguma Anez´ Ram n Yghaesen.